# Volksabstimmungen in der Schweiz 1919
Dieser Artikel bietet eine Übersicht der Volksabstimmungen in der Schweiz im Jahr 1919.
In der Schweiz fanden auf Bundesebene drei Volksabstimmungen statt, im Rahmen zweier Urnengänge am 4. Mai und 10. August. Dabei handelte es sich um drei obligatorische Referenden.

## Abstimmungen am 4. Mai 1919

### Ergebnisse
| Nr. | Vorlage | Art | Stimm- berechtigte | Abgegebene Stimmen | Beteiligung | Gültige Stimmen | Ja      | Nein    | Ja-Anteil | Nein-Anteil | Stände | Ergebnis |
| --- | --- | --- | ------------------ | ------------------ | ----------- | --------------- | ------- | ------- | --------- | ----------- | ------ | -------- |
| 78  | Bundesbeschluss betreffend Aufnahme eines Art. 24ter in die Bundesverfassung (Schiffahrt)                                           | OR  | 937'257            | 505'121            | 53,88 %     | 477'391         | 399'131 | 078'260 | 83,61 %   | 16,39 %     | 22:0   | ja       |
| 79  | Bundesbeschluss betreffend Erlass eines Artikels der Bundesverfassung über die Erhebung einer neuen ausserordentlichen Kriegssteuer | OR  | 937'257            | 503'914            | 53,75 %     | 472'647         | 307'528 | 165'119 | 65,07 %   | 34,93 %     | 20:2   | ja       |

### Schifffahrtsartikel
Lange Zeit konnte die Schifffahrt auf den Schweizer Seen und Flüssen ihr Potenzial nicht nutzen, nachdem die Eisenbahnen ihr den Rang deutlich abgelaufen hatten. 1917 beantragte der Bundesrat die Übertragung der Gesetzgebung über die Schifffahrt an den Bund, da nur so die Binnen- und Rheinschifffahrt gefördert werden könne. Aufgrund des internationalen und interkantonalen Charakters der Wasserstrassen erschien ihm eine solche Regelungskompetenz naheliegend. Das Parlament übernahm den für die Bundesverfassung vorgeschlagenen Kompetenzartikel 24ter unverändert. Er lautete: «Die Gesetzgebung über die Schifffahrt ist Bundessache.» Im Abstimmungskampf machte sich keine organisierte Opposition bemerkbar und alle Parteien sprachen sich für den Verfassungsartikel aus. Mehr als vier Fünftel der Abstimmenden nahmen ihn an, ebenso sämtliche Kantone.

### Ausserordentliche Kriegssteuer
Nur zwei Monate nach der Ablehnung der Volksinitiative für eine direkte Bundessteuer beantragte der Bundesrat im August 1918 eine Neuauflage der «einmaligen» Kriegssteuer von 1915. Diese sollte zum Abbau der Kriegsschulden von mehr als einer Milliarde Franken und zur Wiederherstellung eines ausgeglichenen Bundeshaushalts beitragen. Gemäss den Empfehlungen einer Expertenkommission sollte die befristete progressive Steuer so lange erhoben werden, bis drei Viertel der Kriegskosten gedeckt waren. Beide Parlamentskammern stimmten der dazu erforderlichen Verfassungsänderung deutlich zu. Die Freisinnigen und Katholisch-Konservativen unterstützten die Kriegssteuer. Einerseits sei sie ein «Schutz gegen eine dauernde direkte Bundessteuer», andererseits könne der Bund auf die Einnahmen nicht verzichten. Die Sozialdemokraten waren anfänglich ebenfalls dafür, änderten aber ihre Meinung, nachdem mehrere Kantonalsektionen die Nein-Parole beschlossen hatten. Ihnen zufolge würde mit den Mitteln der Kriegssteuer «die Herrschaft der Bourgeoisie künstlich verlängert». Zu den Gegnern gehörte auch die Liberale Partei, der die Vorlage zu weit ging. Fast zwei Drittel der Stimmberechtigten nahmen die Kriegssteuer an, nur in den Kantonen Genf und Neuenburg gab es ablehnende Mehrheiten.

## Abstimmung am 10. August 1919

### Ergebnis
| Nr. | Vorlage                                                                                           | Art | Stimm- berechtigte | Abgegebene Stimmen | Beteiligung | Gültige Stimmen | Ja      | Nein    | Ja-Anteil | Nein-Anteil | Stände | Ergebnis |
| --- | ------------------------------------------------------------------------------------------------- | --- | ------------------ | ------------------ | ----------- | --------------- | ------- | ------- | --------- | ----------- | ------ | -------- |
| 80  | Bundesbeschluss betreffend die Aufnahme von Übergangsbestimmungen zu Art. 73 der Bundesverfassung | OR  | 931'527            | 305'795            | 32,83 %     | 279'377         | 200'008 | 079'369 | 71,59 %   | 28,41 %     | 21½:½  | ja       |

### Übergangsbestimmungen für vorgezogene Wahlen
Am 13. Oktober 1918 hatten Volk und Stände die Volksinitiative für die Proporzwahl des Nationalrats angenommen, doch die nächsten Nationalratswahlen hätten ordnungsgemäss erst im Oktober 1920 stattgefunden. Die katholisch-konservativen und vor allem die linken Abstimmungssieger wollten nicht so lange warten. Das Oltener Aktionskomitee stellte während des Landesstreiks im November 1918 ein Ultimatum und forderte die sofortige Neuwahl des Nationalrates nach Proporzprinzip. Der Bundesrat kam der Forderung zwar nicht nach, versprach aber, noch vor Jahresende den Entwurf für ein neues Wahlgesetz vorzulegen. Ohne die Frist für ein mögliches Referendum abzuwarten, unterbreitete er die Übergangsbestimmungen zu Artikel 73 der Bundesverfassung nach der Genehmigung durch das Parlament direkt dem Volk zur Abstimmung. Die Dauer der laufenden Legislaturperiode sollte ausnahmsweise von drei auf zwei Jahre verkürzt werden, sodass die nächsten Wahlen bereits am 26. Oktober 1919 durchgeführt werden konnten. Die Vorlage stiess kaum auf Beachtung und wurde von niemandem bestritten. Die Befürworter beschränkten sich darauf, die Vorteile des Proporzes nochmals in Erinnerung zu rufen. Bei einer sehr geringen Stimmbeteiligung (der tiefsten seit der Gründung des Bundesstaates) stimmten Volk und Stände der Verfassungsänderung deutlich zu. Nur im Kanton Appenzell Ausserrhoden gab es eine Nein-Mehrheit (der Unterschied betrug aber lediglich 82 Stimmen).